# Мибу-но Тадами

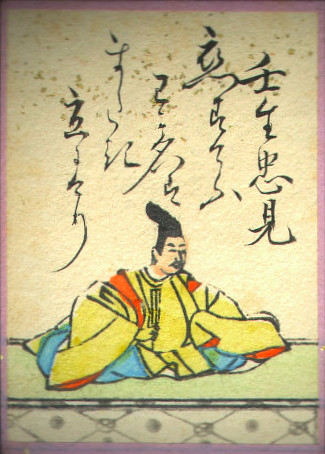
Мибу-но Тадами из Хякунин иссю.

Мибу-но Тадами (壬生忠見, середина X века, годы жизни в точности неизвестны) — японский вака-поэт и аристократ середины периода Хэйан, один из Тридцати шести бессмертных поэтов.
Его отец Мибу-но Тадаминэ также был выдающимся поэтом.
Стихи Тадами включены в несколько императорских антологий, в «Хякунин иссю» (№ 41), а также в его персональную антологию «Тадамисю» (忠見集).